# Aníbal Cruz
Aníbal Antonio Cruz Senzano (Cochabamba, Bolivia) es un médico, docente universitario y político boliviano. Fue ministro de Salud de Bolivia desde el 14 de noviembre de 2019 hasta el 8 de abril de 2020 durante el gobierno de la presidenta Jeanine Áñez Chávez. Actualmente es secretario de Salud en la alcaldía de Cochabamba, durante la gestión de Manfred Reyes Villa.

## Biografía
Aníbal Cruz nació en la ciudad de Cochabamba. Salió bachiller del Instituto Americano de su ciudad natal. Continuó con sus estudios superiores, ingresando a la carrera de medicina de la Universidad Mayor de San Simón (UMSS) y titulándose años después como médico de profesión.
Se especializó en cirugía general, obteniendo además maestrías en geriatría y alta gerencia hospitalaria y administración de sistemas de salud.
Durante su vida laboral, se desempeñó como catedrático en la Facultad de Medicina de la UMSS. Fue también presidente en cuatro ocasiones del Colegio Médico de Cochabamba, así como también fue Presidente del Colegio Médico de Bolivia.

### Ministro de Salud (2019-2020)
El 14 de noviembre de 2019, la Presidenta de Bolivia Jeanine Áñez Chávez posesionó en el cargo de Ministro de Salud al médico cochabambino Aníbal Cruz, en reemplazo de Gabriela Montaño Viaña.
El día 8 de abril de 2020, la Presidenta de Bolivia Jeanine Áñez Chávez anuncia que el ministro Cruz renuncia a su cargo por motivos personales mediante una misiva presentada por él mismo; agradeciendo al gobierno de Añez. Fue reemplazado por el Dr. Marcelo Navajas, en medio de la crisis sanitaria en Bolivia a raíz de la pandemia del COVID-19.
| Predecesor: Gabriela Montaño Viaña | Ministro de Salud de Bolivia 14 de noviembre de 2019 - 8 de abril de 2020 | Sucesor: Marcelo Navajas Salinas |